# Josefine Detig
Josefine Maria Detig (* 2. Februar 1893 in Poppenhausen (Wasserkuppe); † 5. Januar 1970 in Fulda) war eine deutsche Volksschullehrerin, die während der Zeit des Nationalsozialismus verfolgt wurde.

## Leben und Wirken
Josefine Detig wurde als fünftes Kind des Bäckermeisters Gerhard Detig (1854–1909) in Poppenhausen geboren. Während der dortigen Brandkatastrophe 1903 wurden das Wohnhaus und die Bäckerei der Familie vernichtet. Sie selbst besuchte dort zwischen 1899 und 1907 die Volksschule. Anschließend erhielt sie bis zum Eintritt des von Ursulinen geleiteten Lyzeums in Duderstadt im Jahr 1909 Privatunterricht. 1910 erhielt sie das Reifezeugnis und besuchte danach das dortige Oberlyzeum. Am 25. Februar 1913 absolvierte sie in Hannover vor der Königlichen Prüfungskommission erfolgreich die Prüfung zur Lehrerin für Volksschulen.
Ihre erste Stellung war in ihrem Heimatort die der Vertretung des erkrankten dortigen Hauptlehrers in den Monaten November und Dezember 1913. Anschließend unterrichtete sie an einer Privatschule in Frankfurt am Main. Ab dem 6. Juli 1914 war sie als Vertretung und zweite Lehrkraft an der Volksschule in Schmalnau angestellt. Diese Stelle wurde zum 1. September 1916 in eine feste Anstellung umgewandelt.
Josefine Detig war gläubige Katholikin. Mitte der 1920er Jahre lernte sie in Vallendar die Schönstattbewegung kennen. Sie nahm dort an Exerzitien teil und wurde Bundesschwester. Auch in ihrer Heimat gründeten sich Gruppen, und 1934 kamen die ersten Schönstätter Marienschwestern in das nur wenige Kilometer von Schmalnau entfernte Dietershausen. Josefine Detig wurde Leiterin der Mädchenkongregation in der ehemaligen Propstei St. Andreas im heutigen Fuldaer Stadtteil Neuenberg und blieb es, bis diese durch die NS-Diktatur verboten wurde.

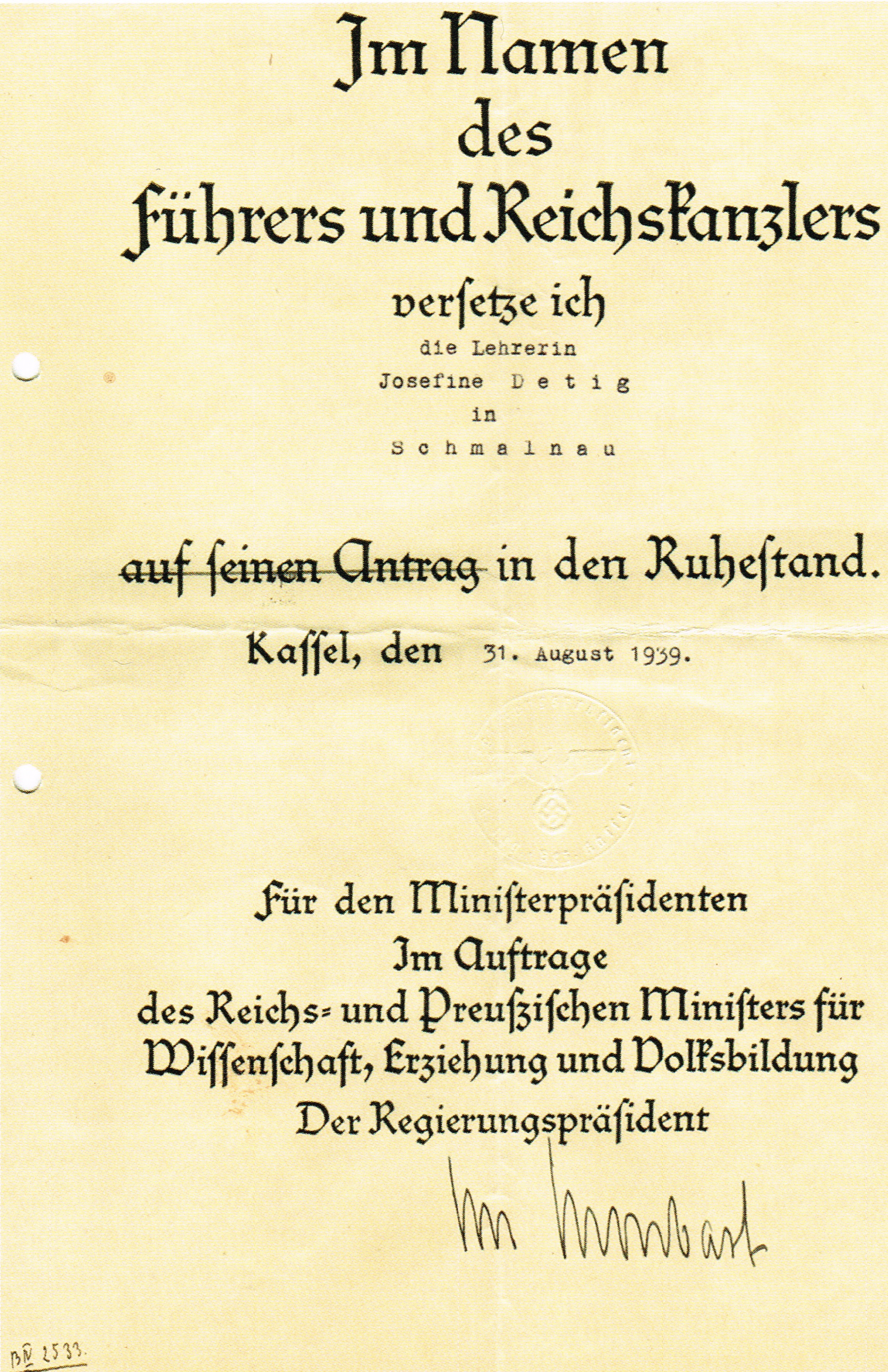
Entlassungsurkunde von Josefine Detig

Nach der Machtergreifung durch die NSDAP war sie kurze Zeit Mitglied in der NS-Frauenschaft in Schmalnau. Schon am 27. November 1933 kündigte sie die Mitgliedschaft wieder wegen „persönlicher Unstimmigkeiten“. Im Januar 1937 wurde ihr vom Nationalsozialistischen Lehrerbund (NSLB) geschrieben, dass sie dort nur Mitglied sein könne, wenn sie nicht gleichzeitig Mitglied in einem konfessionellen Lehrerverband sei. Eine entsprechende „freiwillige“ Erklärung darüber müsse sie abgeben. Da sie sich weigerte, wurde sie am 1. Februar 1937 aus dem NSLB ausgeschlossen.
In den folgenden zwei Jahren musste sie mindestens zehn bis zu vier Stunden lange Verhöre, Ermittlungsverfahren und Hausdurchsuchungen über sich ergehen lassen. Bei einer dieser Durchsuchungen wurde der Text eines Referats zum Erhalt der Bekenntnisschulen, das sie im Auftrag des Vereins katholischer Lehrerinnen gehalten hatte, gefunden. Sie hatte in einem anderen Verhör auf die Frage, ob sie gegen nationalsozialistische Gesetze verstoßen würde, falls es ihr Bischof befehlen würde, geantwortet, dass sie ihrem Gewissen folgen würde. Obwohl ihr bescheinigt wurde, dass gegen ihre dienstlichen Leistungen nichts einzuwenden sei, wurde sie daraufhin als „politisch unzuverlässig“ und für „die nationalsozialistische Schule nicht verwendungsfähig“ zum 1. September 1939 aus dem aktiven Schuldienst entlassen und in den Ruhestand versetzt. Als Folge der Schikanen hatte sie gesundheitliche Probleme und Herzbeschwerden, unter denen sie bis an ihr Lebensende litt. Sie zog danach um nach Fulda, wo sie zur Untermiete wohnte, und betätigte sich im Bischöflichen Generalvikariat auf religiös-caritativem Gebiet.
Nach Ende des Zweiten Weltkriegs wurde ihr am 29. August 1945 vom Oberbürgermeister der Stadt Fulda und dem zuständigen Oberschulrat im Auftrag der amerikanischen Militärverwaltung mitgeteilt, dass sie wieder als Volksschullehrerin beschäftigt werden kann. Am 13. September 1945 erhielt sie durch die Militärregierung einen Lehrauftrag und begann am 24. September 1945, dem Tag der Wiedereröffnung der Schulen, an einer Fuldaer Volksschule wieder zu unterrichten. Dort war sie als Vertretung eines amtsenthobenen Lehrers angestellt. Im Herbst 1946 schrieb sie an den Kasseler Oberpräsidenten, dass sie als Nazi-Opfer gezwungen sei, deshalb mit nur 120 RM auszukommen, obwohl sie sich sogar eine neue Wohnung einrichten müsse, da ihre seitherige von den Amerikanern beschlagnahmt worden war. Am 1. April 1947 wurde sie dann unter „Anrechnung der unverschuldeten Ruhestandszeit“ wieder zur beamteten Lehrerin ernannt. Am 1. November 1950 wurde sie auf Lebenszeit verbeamtet.
Von 1946 bis 1948 war sie für die CDU Stadtverordnete und Mitglied des Kultur- und Wohlfahrtsausschusses in Fulda.

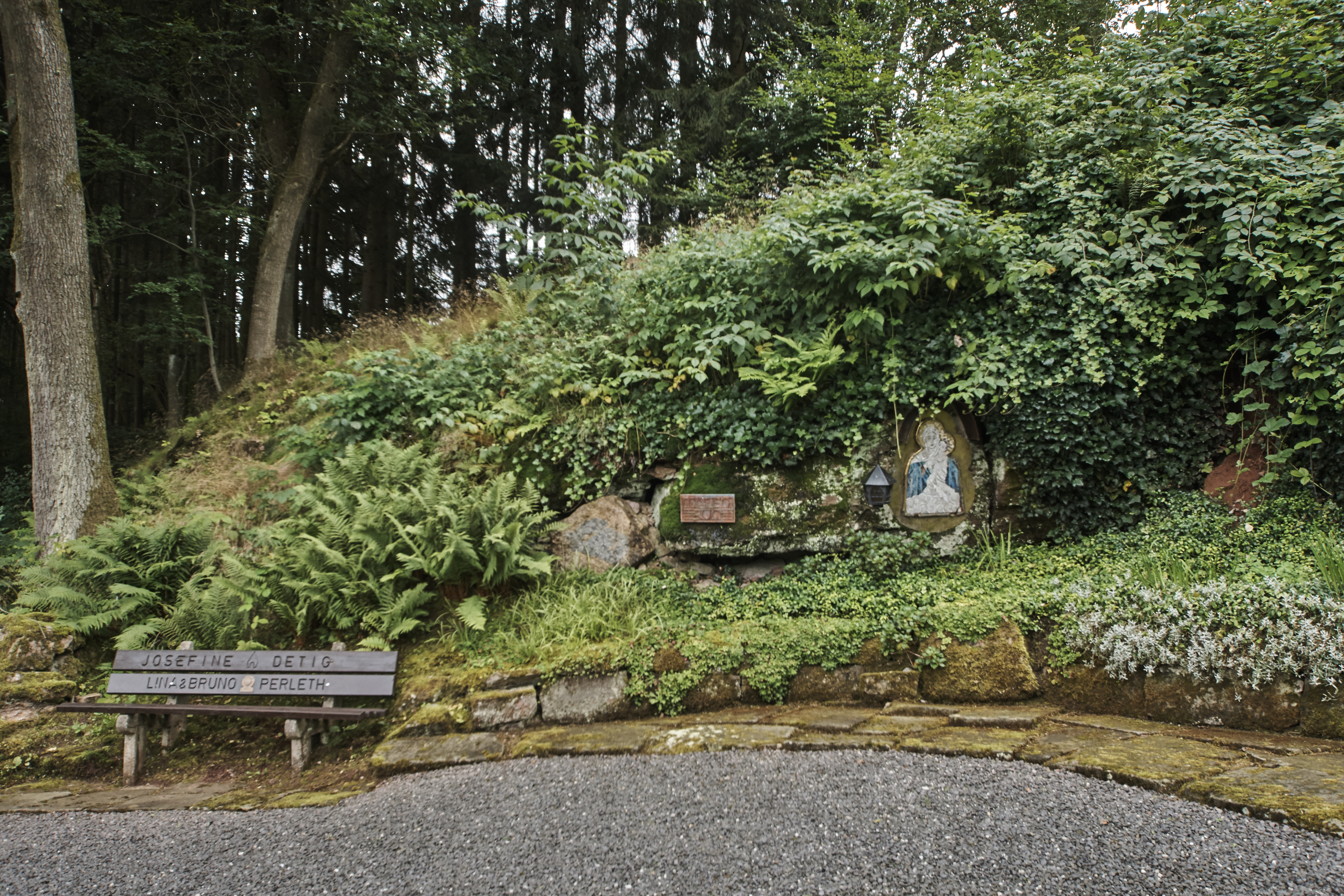
Die von Josefine Detig gestiftete Mariengrotte

Im März 1957 ließ sie sich auf eigenen Wunsch in den Ruhestand versetzen. Im selben Jahr zog sie um in das Altenpflegeheim „St. Josef“ in Fulda. Für ihr Lebenswerk erhielt sie den päpstlichen Orden Pro Ecclesia et Pontifice und 1961 den Ehrenbrief des Vereins katholischer deutscher Lehrerinnen. In Poppenhausen stiftete sie am Roten Weg eine Mariengrotte.
Josefine Detig war unverheiratet geblieben und verstarb am 5. Januar 1970 im Altenheim St. Josef.
2009 war ihr Leben das Thema einer Schulklasse beim Geschichtswettbewerb des Bundespräsidenten zum damaligen Motto „Helden: verehrt – verkannt – vergessen“.